# Rieti (provins)
Rieti är en provins i regionen Latium i Italien. Rieti är huvudort i provinsen. Andra städer är exempelvis Accumoli. Provinsen etablerades 1927 genom en utbrytning ur provinsen Rom.

## Administrativ indelning
Provinsen Rieti är indelad i 73 comuni (kommuner). Alla kommuner finns i lista över kommuner i provinsen Rieti.

## Geografi
Provinsen Rieti gränsar:
- i norr mot provinserna Terni och Perugia
- i öst mot provinserna Ascoli Piceno, Teramo och L'Aquila
- i syd och väst mot provinsen Rom
- i väst mot provinsen Viterbo